# 社会问题
社會問題是指社會所面臨之普遍問題，認定標準隨社會文化不同而異。社會問題是由於社會關係或社會環境失調，致使人類全體（如人口過多、環境破壞、戰爭）、國家整體（如社會保障缺失、失業、貧富懸殊、歧視）或一部分個體（如家庭暴力、霸凌、性侵害）的共同生活受不良影響，社會進步發生障礙並須用社會力量才能解決的社會現象，皆為社會學者、新聞媒體、大眾經常討論之議題。社會問題必須有一種或數種社會現象失調，一般有廣泛影響力並引起廣泛關注，需要通過政府或社會成員集體行動方能解決。

## 社会问题的主要特征
社会问题的特征主要表现为普遍、变异性、复合和有周期四方面。

### 普遍
指问题自始至终在每个民族、国家和社会的现实生活。

### 变异性
指问题在不同时间、不同地区、不同民族或社会，表现各不相同，各有特性。

### 复合
指问题在發生原因、存在方式或表现形式以及后果等方面錯綜复杂，即社会问题是由多种因素交錯而成，常常是几种社会问题并存，并引起一系列破坏力強的社会后果。

### 有周期
指社会问题在其发生、发展过程的时间规律。通常说，社会问题总的时间进程及其阶段性，是周期性的两个基本含义。社会学家则特别强调周期性的潜伏和反复特征。

## 当代社会问题
社会问题在各时代反映的内容各不相同，当代突出的社会问题有人口问题、生态环境问题、劳动就业问题、青少年犯罪问题和高龄问题。

### 環境和人類整體的社會問題

#### 人口
- 人口问题是主要的全球社会问题，是当代许多社会问题的核心。虽然在不同国家的具体表现各异，但其实质主要表现为人口再生产与物质资源再生产失调。
- 人口增长超过经济增长而出现人口过剩。以中国为例，当前社会生活和发展所遇到的种种问题，无一不直接地或间接地与巨大的人口压力相联系。首先，人口压力使社会在提供现有人口生活条件和提高人民生活水平方面，遇到了难以克服的困难。突出表现为就业困难，住屋紧张，粮食、燃料等生活必需品短缺。其次，人口压力造成消费与积累比例失调、生态环境严重破坏、全民族的科学文化水平降低等。
- 人口減少：出生率降低，現有人口漸漸老化，造成少子化及高齡社會等勞動力不足、退休制度收支不平衡、老年人口照顧等問題。

#### 戰爭
- 造成多人傷亡

#### 環保
- 生态环境问题突出表现为生态破坏、环境污染严重。它是社会經濟發展與環境共生的矛盾問題、社會运作和发展的重大障碍。预测未来社会问题的主要矛盾将集中到生态环境上。如不及早解决，它将给社会带来巨大的破坏，甚至是全球性的、毁灭性的破坏。

### 政治的社會問題

#### 劳动就业
- 劳动就业问题源于劳动力与生产资料比例关系失调。这种失调在不同社会、不同地区表现形式不同。但它作为社会问题主要指人口过剩及经济发展缓慢或停滞，造成劳动人口失业或待业现象。中国的劳动就业问题，首先表现为就业不充分；还存在现有从业人员冗员严重、劳动生产率低下、就业及待业人员素质低下等问题。就业问题的社会后果，一方面妨碍了人民生活水平的提高，从而诱发社会动荡及社会犯罪；另一方面，不利于社会经济的协调发展，进而威胁整个社会结构的稳定。

#### 高齡化
- 高龄问题又称人口高龄化问题，一般指人口中65岁以上的人口比例增大，从而影响社会生产和生活的问题。人口高龄化是近年来世界各国普遍关注的一项重大社会问题。目前在发达国家较突出，不发达国家则被高出生率造成的人口年轻化掩盖。从人口年龄构成上看，中国将在20世纪末、下世纪初进入老年型社会。但由于人口基数大，无论现在还是将来，中国老年人口总数都将居世界首位。人口高齡化给社会、政治、经济带来一系列影响和问题，它要求对社会生产、消费、分配、投资、社会保障及福利、城鄉規劃等都要作出相应的调整。

### 個人的社會問題

#### 青少年犯罪
- 青少年犯罪指少年或未成年人的违法犯罪，是世界各国面临的日趋严重的社会问题。近30年来，世界各国青少年犯罪急剧增加，突出特点是犯罪次数增多、犯罪年龄提前、蔓延广泛、手段残忍、团伙作案突出、反复性增强、改造难度加大。

#### 家庭暴力
- 家庭暴力是指家庭成员间以殴打、捆绑、禁闭、残害或者其它手段伤害和摧残另一员身体、精神、性等方面的行为。家庭暴力直接施于受害者身体，使受害者身体或精神方面感到痛苦，损害其身体健康和人格尊严。家庭暴力发生于有血缘、婚姻、收养关系生活在一起的家庭成员间，如丈夫对妻子、父母对子女、成年子女对年邁父母等，妇女和儿童是家庭暴力的主要受害者，有些中老年人、男性和残疾人也会成为家庭暴力的受害者。家庭暴力会造成死亡、重伤、轻伤、身体疼痛或精神痛苦。